# Futbol
|  | Per a altres significats, vegeu «Futbol (homonímia)». |

El futbol (IPA: [fudˈbɔɫ] ( escolteu-ho)) o fútbal (ambdues de l'anglès football, literalment "pilota de peu") és un esport d'equip jugat entre dos equips d'onze jugadors amb una pilota esfèrica. És àmpliament considerat l'esport més popular del món, ja que el practiquen uns 270 milions de persones. També se'l coneix com a futbol 11 pel nombre de jugadors d'un equip o futbol associació, nom derivat de The Football Association, primera federació oficial del món en aquest esport i que va utilitzar aquest nom per distingir-lo d'altres esports que inclouen la paraula "futbol". En alguns països de parla anglesa també se'l coneix com a soccer, abreviatura d'association, ja que el nom de football en aquests països s'associa majoritàriament a altres esports amb aquesta denominació —principalment als Estats Units d'Amèrica especialment, on football s'empra per al futbol americà, un esport totalment diferent.
Es juga en un camp rectangular de gespa natural o artificial, amb una porteria a cada un dels costats del camp. L'objectiu del joc és introduir la pilota a dins de la porteria contrària (marcar un gol) més cops que el rival, impulsant-la amb el peu o qualsevol altra part del cos excepte les mans i braços. Un dels onze jugadors de cada equip, que rep el nom de porter, és l'únic que té permès tocar la pilota amb les mans, però només dins de l'àrea de penal.
Els primers precedents del futbol tenen més de 2.000 anys d'antiguitat. Al segle viii el joc ja havia arribat a Anglaterra, però no fou fins al 1868 que The Football Association redactà les Regles del Futbol. El 1903 es fundà la FIFA, que s'adherí al reglament vigent i des de llavors ha servit com a organisme rector de l'esport. La competició del futbol internacional més prestigiosa és la Copa del Món de Futbol, celebrada cada quatre anys. Aquest esport, el més vist al món, té una audiència que dobla la dels Jocs Olímpics d'Estiu.

## Història
El futbol és un esport molt antic i els seus orígens no són gaire clars. Els antecedents més remots del joc es poden situar al voltant de l'any 200 aC. durant la dinastia Han a la Xina. El seu joc es deia tsu chu (tsu significa aproximadament 'donar puntades de peu' i chu denota una bola feta de cuir farcit). Fins i tot els emperadors xinesos van prendre part en el joc.
Els grecs i els romans van tenir una gran varietat de jocs de pilota (com l'episkuros i l'harpastum), i alguns probablement serien tant per jugar amb les mans com amb els peus.
Durant el segle vii els japonesos van tenir una forma de futbol anomenada kemari.
Al segle xiv es disputava a Florència un joc anomenat calcio (giuoco del calcio, 'joc de la puntada de peu'), que es jugava per equips de 27 jugadors amb sis àrbitres. Aquest joc permetia usar tant les mans com els peus.

No és fins al segle xii que es troben evidències d'algun tipus de futbol practicat a Anglaterra. A l'edat mitjana se'n van conèixer diversos tipus. Bàsicament era un futbol que tenia lloc entre faccions o grups rivals en viles i ciutats i també entre pobles i parròquies. Hi prenien part una gran quantitat de jugadors i les porteries podien estar separades més d'un quilòmetre. Aquests jocs, que sovint eren violents i perillosos, estaven associats especialment amb el Carnaval i es van anomenar futbol de carnaval. Alguns d'aquests jocs van sobreviure a Anglaterra fins ben entrat el segle xx. Una successió d'edictes reials de reis anglesos van portar a la supressió del futbol. De fet, aquests jocs van florir durant els períodes Tudor i Estuard. Oliver Cromwell va intentar posar-hi fre, però amb la Restauració i el regnat de Carles II aviat es van rehabilitar.

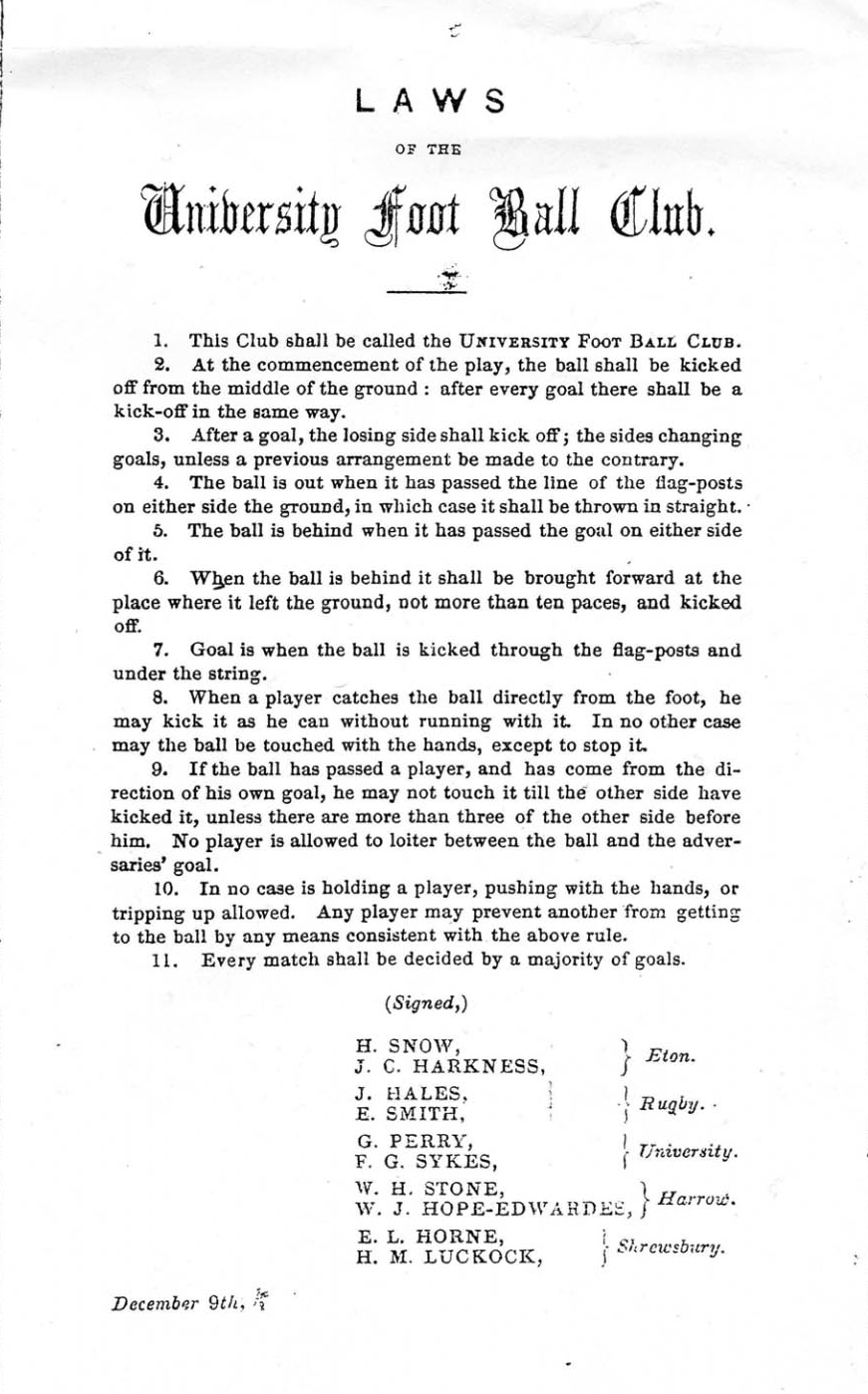
"Laws of the University Foot Ball Club" (les regles de Cambridge) de 1856

Al segle xviii, era popular a les escoles públiques angleses, però encara comprenia molts jugadors per bàndol. Unes quantes escoles públiques van desenvolupar una forma més organitzada que ha sobreviscut a Eton (Eton wall game, Eton field game), Harrow (Harrow football) i Winchester (Winchester football).
L'any 1846 es va realitzar el primer intent seriós d'establir un reglament. Va ser promogut per H. de Winton i J. C. Thring a la Universitat de Cambridge, que van preparar un encontre entre representants de les escoles públiques més importants per intentar crear un joc de regles estandarditzat. Van arribar a un acord i en van formular deu, conegudes com 'les regles de Cambridge' i que Thring va descriure com 'el joc senzill'.
El 1855 es va fundar el Sheffield Football Club, el club més antic del món, i el 1862 va començar a existir el Notts County, el club de lliga més antic del món. L'octubre de 1863 es va fundar la Futbol Associació (FA) a la Taverna Freemasons, al carrer Great Queen de Londres. La idea d'una Copa de Futbol Associació va ser del secretari de la FA, Charles Alcock, qui va proposar els seus plans en una reunió a la qual van assistir dotze clubs, l'octubre de 1871. Van participar quinze clubs en la primera competició, l'any 1872, que va ser guanyada pels Wanderers, que van batre els Royal Engineers. Fins a l'any 1892, gairebé totes les finals es van celebrar al Kennington Oval (Londres), que és més conegut pel criquet. Fins a l'any 1883, tots els guanyadors van ser clubs d'aficionats. Els Wanderers van guanyar sis vegades. Els Old Etonians van guanyar dues vegades i van ser segons en sis ocasions. També l'any 1872 es va celebrar el primer partit internacional (entre Anglaterra i Escòcia), i el 1878 es va celebrar el primer partit amb llum elèctrica.
La pilota oficial actual és un poliedre semiregular format per hexàgons i pentàgons.

### Futbol femení
Les dones probablement han jugat al "futbol" des que el joc existeix. Hi ha proves que una versió antiga del joc (Tsu Chu) era practicada per dones durant la dinastia Han (25-220 d.C). En els frescos de la dinastia Han (25-220 dC) es representen dues figures femenines jugant al Tsu Chu. No obstant això, hi ha diverses opinions sobre l'exactitud de les dates, les primeres s'estimen al 5000 aC.

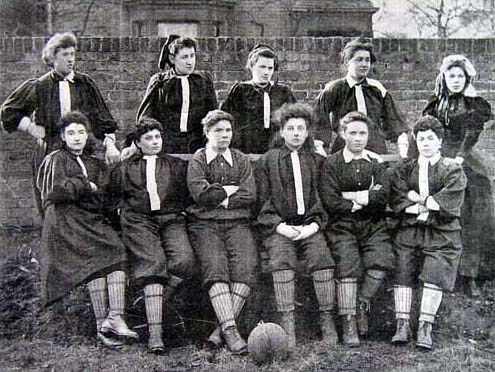
Equip "Nord" de les British Ladies, el primer equip de futbol femení de la història, març de 1895

El futbol modern també té documentada la participació de les dones en els seus inicis. També es té constància d'una competició anual a Midlothian, Escòcia, durant la dècada de 1790. En 1863, els òrgans de govern del futbol van introduir regles estandarditzades per prohibir la violència al camp, el que va fer més acceptable socialment que les dones juguessin. El primer partit registrat per l'Associació Escocesa de Futbol va tenir lloc el 1892 a Glasgow. A Anglaterra, el primer partit de futbol registrat entre dones es va celebrar el 1895.
L'equip europeu més antic i millor documentat va ser fundat per l'activista Nettie Honeyball a Anglaterra el 1894. Es va anomenar British Ladies 'Football Club. Honeyball va dir: "Vaig fundar l'associació a finals de l'any passat [1894], amb la ferma resolució de demostrar al món que les dones no són les criatures 'ornamentals i inútils' que els homes han imaginat. He de confessar que les meves conviccions en tots els assumptes en què els sexes estan tan dividits estan de la banda de l'emancipació, i espero que arribi el moment en què les dones puguin seure al Parlament i tinguin veu en la direcció dels afers, especialment en els quals més els afecten". Honeyball i altres persones com ella van aplanar el camí del futbol femení. No obstant això, el futbol femení va ser mal vist per les associacions de futbol britàniques, i va continuar sense el seu suport. S'ha suggerit que això estava motivat per la percepció d'una amenaça a la "masculinitat" del joc.
El futbol femení es va popularitzar a gran escala a l'època de la Primera Guerra Mundial, quan l'ocupació en la indústria pesant va impulsar el creixement de l'esport, de manera similar al que havia passat amb els homes 50 anys abans. L'equip amb més èxit de l'època va ser el Dick, Kerr Ladies F.C. de Preston, Anglaterra. L'equip va jugar en els primers partits internacionals femenins en 1920, contra un equip de París, França, a l'abril, i també va constituir la major part de l'equip d'Anglaterra contra l'Scottish Ladies XI el 1920, i va guanyar 22-0.
Tot i que la popularitat d'aquest esport era major que la d'alguns esdeveniments futbolístics masculins (en un partit hi va haver 53.000 espectadors), el futbol femení a Anglaterra va patir un cop dur el 1921, quan l'Associació de Futbol va prohibir l'esport en els camps dels membres de l'Associació, al·legant que el futbol (tal com el practicaven les dones) era de mal gust. Alguns van especular que això podria ser degut també a l'enveja de les grans multituds que atreien els partits femenins. Això va portar a la formació de l'Associació Anglesa de Futbol Femení i el joc es va traslladar als camps de rugbi.
El futbol ha estat practicat per les dones almenys des que es van registrar els primers partits femenins a finals de segle xix. Tradicionalment s'ha associat als jocs de caritat i a l'exercici físic, sobretot al Regne Unit. A finals de la dècada de 1960 i principis de la de 1970, es va establir al Regne Unit el futbol femení, que va acabar convertint-se en l'esport d'equip més important per a les dones britàniques.

## Regles de joc
El futbol està organitzat per 17 lleis o regles, les quals s'utilitzen universalment, encara que dintre d'aquestes es permeten algunes modificacions per a facilitar el desenvolupament del futbol femení, infantil i sènior. Encara que les regles estan clarament definides, existeixen algunes diferències en les aplicacions de les mateixes segons diferents aspectes. Per exemple, segons la regió futbolística on es desenvolupa el joc, com a Anglaterra, els àrbitres destaquen per ser més permissius amb les faltes o infraccions, reduint així el nombre d'expulsions o amonestacions, mentre que en altres zones, com a Espanya o Sud-amèrica, les faltes són castigades amb targetes més sovint.
Les regles de joc estan fixades per la International Football Association Board, organisme integrat per la FIFA i les quatre associacions del Regne Unit (The Football Association, Scottish Football Association, Football Association of Wales, Irish Football Association). Per a aprovar una modificació en les normes, calen els vots de la FIFA i de 2 de les associacions del Regne Unit.

### Terreny de joc

Terreny de joc

El futbol es juga a un terreny de gespa natural o artificial de forma rectangular. En les competicions finals de FIFA les dimensions del camp han de ser de 105 metres de llargada per 68 metres d'amplada, dimensions recomanades també per als partits d'alt nivell, cosa que fa que la majoria d'estadis de màxim nivell compleixin ara aquestes dimensions. Com a norma general les dimensions permeses del camp són de 90 a 120 metres de llargada per 45 a 90 metres d'amplada, encara que per a partits internacionals les dimensions han de ser d'entre 100 i 110 metres de llargada per 64 a 75 metres d'amplada. Les dues línies situades al llarg del terreny de joc reben el nom de línies de banda, mentre que les altres dues són anomenades línies de fons. El terreny és dividit per la meitat per la línia central.
Al centre de cada línia de fons i endinsant-se en el terreny de joc, es troben les àrees de penal, les àrees de meta i les porteries. Les porteries estan formades per dos pals verticals de 2,44 metres d'alçada, separats entre ells per 7,32 metres. Les parts superiors dels pals són unides, mitjançant la creueta, per un barra blanca horitzontal, anomenada travesser.
Les àrees de penal són àrees rectangulars situades davant de les porteries. Aquestes es desplacen des dels pals verticals fins a 16,5 metres cap a les línies de banda, i fins a 16,5 metres cap a l'interior del terreny. El traçat de l'àrea de meta és igual, però utilitzant una llargada de 5,5 metres.
Fora del terreny de joc, paral·leles a la línia de banda, hi ha les àrees tècniques, on se situen els entrenadors i els seus ajudants, així com els jugadors suplents.

### Inici del joc
Cada un dels equips està format per un màxim d'onze jugadors i un mínim de set. Durant el partit es poden canviar aquests jugadors per uns altres, anomenats suplents, amb un màxim de recanvis segons la competició. Un dels jugadors al terreny de joc ha de ser el porter. Està permès que un porter i un altre jugador de l'equip s'intercanviïn la posició durant el partit, sempre amb el consentiment de l'àrbitre i durant una interrupció d'aquest.
Cada jugador ha de portar la indumentària bàsica, formada per una samarreta o jersei, uns pantalons curts, mitges, canyelleres sota les mitges i un calçat adequat. Els colors de la indumentària d'ambdós equips i les dels porters han de ser clarament diferenciables. Els capitans han de portar alguna marca identificadora per a ser cridats per l'àrbitre quan sigui necessari, generalment un braçalet.
Es juga amb una pilota de forma esfèrica. Aquesta ha de ser de cuir o un altre material adequat. La seva circumferència ha de ser entre 68 i 70 centímetres, la seva massa d'entre 410 i 450 grams i la seva pressió d'entre 0,6 i 1,1 atmosferes al nivell del mar. Els jugadors poden tocar i moure la pilota amb qualsevol part del seu cos excepte els braços. El porter té la possibilitat d'utilitzar qualsevol part del seu cos, però només dins de l'àrea de penal.
Cada partit estarà controlat per un àrbitre principal designat per l'organització de la competició en qüestió, sent l'autoritat màxima del partit i l'encarregat de fer complir les regles de joc. Totes les decisions de l'àrbitre són definitives. Només ell pot modificar una decisió, sempre que no s'hagi reprès el joc o el partit hagi finalitzat. A més tindrà a la seva disposició dos àrbitres assistents o liniers per a ajudar-lo en la presa de decisions. Té també un quart àrbitre a la seva disposició que és qui el corrobora, i a més controla els suplents i el cos tècnic. El quart àrbitre a més indica les substitucions i l'augment del temps reglamentari.
Per a començar el partit, un o més jugadors d'un equip mouran la pilota des del punt mitjà de la línia central, moment en què començarà a córrer el temps reglamentari. Aquesta situació es dona amb l'equip contrari al començament de la segona meitat. També es dona després de cada gol, on l'equip que el va rebre executa el servei.

### Duració i resultat
El reglament no especifica un temps fix de duració dels partits, encara que el més estès a nivell mundial és de 90 minuts per partit, dividit en dos temps de 45 minuts, amb 15 minuts de descans entre ambdues meitats. Si bé per a cada competició es fixa un temps per a cada partit d'aquesta, durant el desenvolupament del partit sempre es perd temps de joc per diferents situacions. Per aquesta raó, l'àrbitre principal de cada partit pot afegir un temps extra en finalitzar cada partit.
Categories més inferiors a Espanya: Prebenjamí 4 parts de 10 minuts amb 5 minuts de descans a cada part, benjamí 4 parts de 10 minuts amb 5 minuts de descans a cada part, aleví dues parts de 30 minuts amb 15 minuts de descans intermedi, infantil dues parts de 35 minuts amb 15 minuts de descans, cadet dues parts de 40 minuts amb 15 minuts de descans intermedi, juvenil dues parts de 45 minuts amb 15 minuts de descans intermedi, sènior dues parts de 45 minuts amb 15 minuts de descans intermedi, amateurs dues parts de 45 minuts amb 15 de descans intermedi, veterans dues parts de 45 minuts amb 15 minuts de descans intermedi. Cal tenir present que al futbol femení no és igual en totes les categories.
L'objectiu del joc és marcar més gols que el rival. Es considera que un equip ha marcat un gol quan s'introdueix la pilota per complet entre els pals verticals i per sota del travesser de la porteria rival, sempre que no s'hagi comés una infracció de les regles de joc prèviament. El gol és l'única forma d'aconseguir punts al futbol. Si els dos equips marquen la mateixa quantitat de gols, el partit es considera empatat.
En molts casos, quan el partit finalitza amb empat, s'ha de buscar alguna manera perquè un dels dos equips sigui considerat vencedor del partit, i per aconseguir-ho existeixen diferents mecanismes. Si un partit finalitza amb empat, es pot jugar una pròrroga o temps extra, que generalment consta de dos temps, de 15 minuts cada un, on es continua el partit inicial. A més, existeixen dues formes en les quals la pròrroga finalitza abans del temps previst: el gol d'or i el gol de plata, encara que aquests mecanismes han estat abandonats en els darrers anys.
Si el partit continua amb empat, un altre mecanisme és l'anomenada tanda de penals, consistent en executar alternativament llançaments des del punt de penal, fins a executar-ne 5 cada equip. Si passat aquests 10 penals executats continua la igualtat en el marcador, es continuaran executant un penal per equip fins que s'aconsegueixi un guanyador.
L'ús de la pròrroga i els penals són un format molt utilitzat en el futbol modern, esdevenint el principal exemple d'això les eliminatòries de la fase final de la Copa del Món de futbol. En altres competicions s'executa una tanda de penals en finalitzar el temps reglamentari, sense utilitzar la pròrroga. Un exemple d'aquest sistema són les fases eliminatòries de la Copa Amèrica de futbol.
Aquests exemples són eliminatòries a un únic partit, però existeixen altres torneigs on les fases eliminatòries es juguen a dos partits, anomenats d'anada i tornada. Per a determinar el guanyador d'aquestes eliminatòries, se sumen els gols a favor dels dos equips en els dos partits, i si sumen el mateix, es considera empat. En alguns casos, si l'eliminatòria finalitza en empat, s'utilitza un desempat amb pròrroga o penals, els quals es realitzen en finalitzar el segon partit de l'eliminatòria.
En algunes competicions es considera un altre mecanisme de desempat previ a la pròrroga o els penals: els gols dels visitants. Si en finalitzar els dos partits cap equip va superar l'altre en gols a favor, es compta la quantitat de gols aconseguits per cada equip en el partit que va jugar com a visitant. Si un equip va marcar més gols com a visitant en finalitzar els dos partits, serà el guanyador de l'eliminatòria, però si persisteix la igualtat també en els gols com a visitant, es procedeix a la pròrroga o penals. Un exemple d'aquest sistema són les fases eliminatòries de la Lliga de Campions de la UEFA.

### Faltes i represa del joc

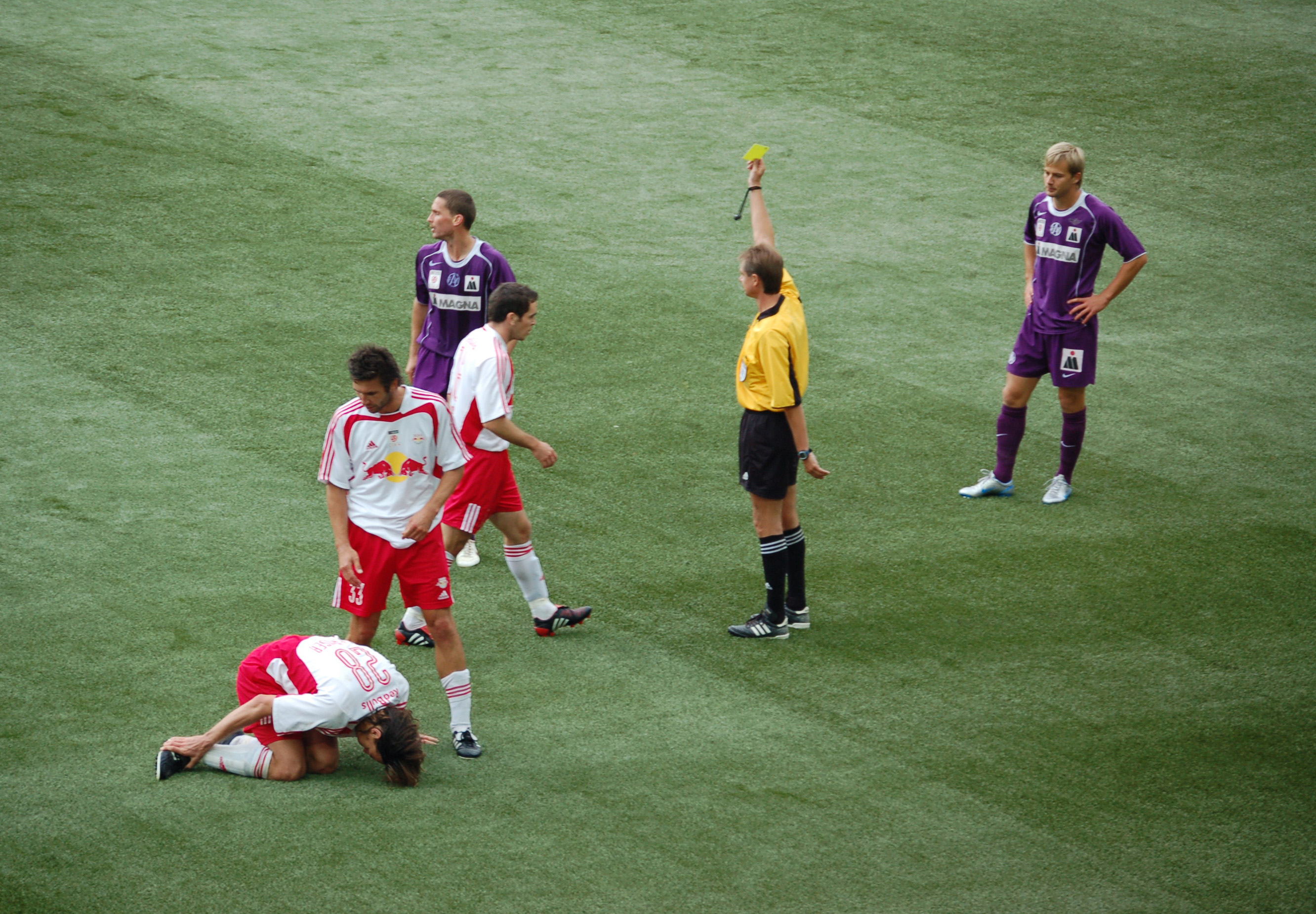
L'àrbitre amonestarà a un jugador quan aquest cometi una infracció castigada amb targeta.

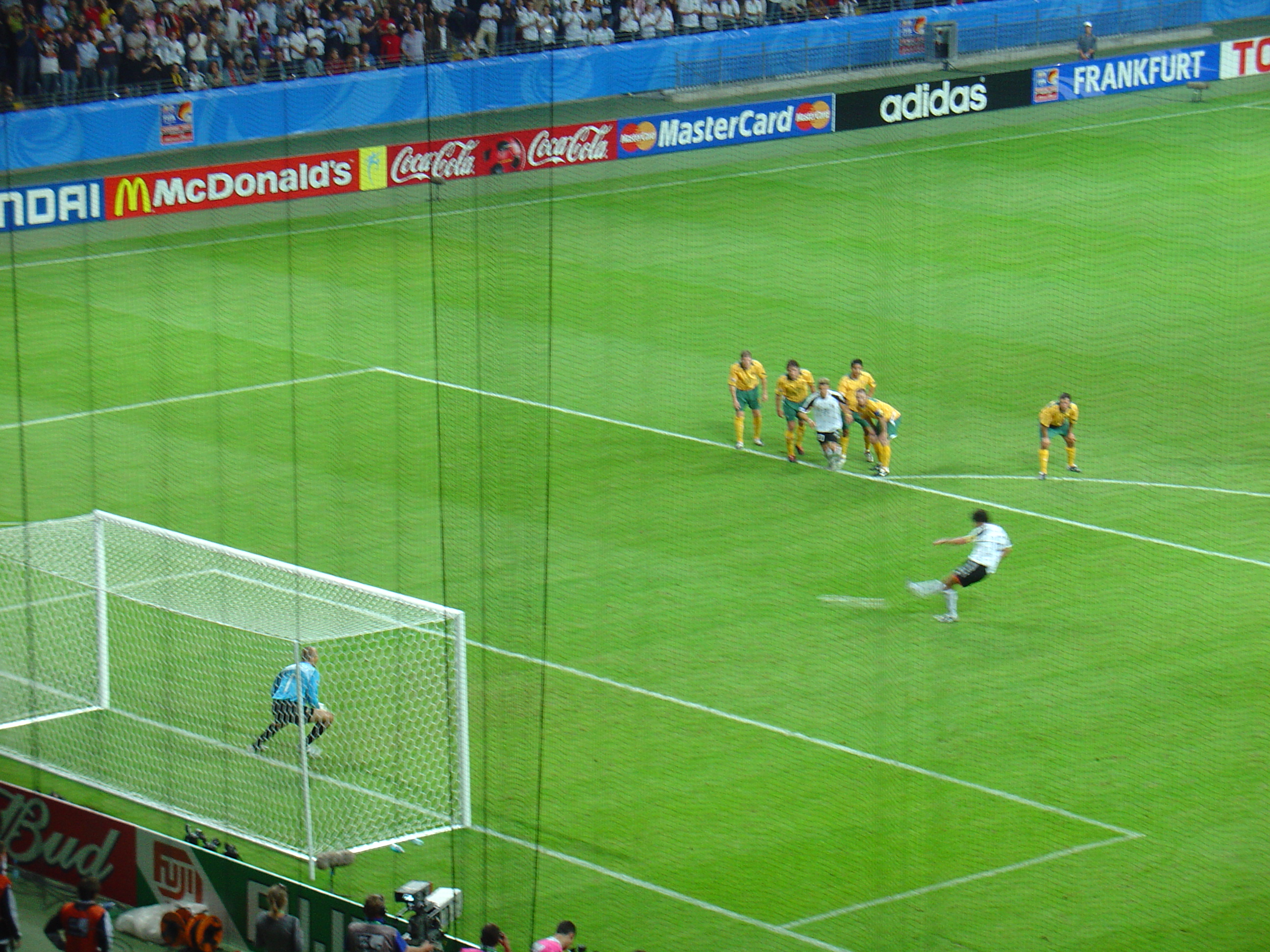
Les faltes rebudes a l'interior de l'àrea rival se sancionen amb penal.

Cada vegada que un jugador intenti colpejar a un altre, l'empenti, el retingui per a obtenir un avantatge, l'escupi o toqui la pilota amb els braços (excepte el porter a l'àrea de penal), l'àrbitre assenyalarà un tir lliure directe a favor de l'equip que no va cometre la infracció, que s'executarà des del lloc on es va cometre. Si va passar dins l'àrea de penal pròpia, independentment de la posició de la pilota i si la pilota estava en joc, se senyalarà un penal en contra de l'equip infractor.
Si el jugador juga de forma perillosa, obstaculitza a un adversari o impedeixi al porter treure la pilota amb les seves mans, se senyalarà un tir lliure indirecte a favor de l'equip que no va cometre la infracció, que s'executarà des del lloc on es va cometre. A més se senyalarà tir lliure indirecte si el porter manté la pilota en les seves mans durant més de 6 segons o toca la pilota amb les mans després d'haver-la tocat anteriorment, la rep d'un company o directament d'un servei de banda.
Un jugador pot ser mereixedor de rebre una targeta groga (amonestació) o vermella (expulsió), si comet una infracció de les especificades al reglament. Si un jugador rep una targeta vermella, serà expulsat del terreny de joc i no podrà ser substituït per un altre. Si un jugador rep dues targetes grogues en el mateix partit, rebrà una targeta vermella i serà expulsat. Les targetes són un mecanisme per fer complir les regles del joc per part dels jugadors.
Si la pilota surt fora del terreny de joc per la línia de fons, després de ser tocada per un jugador de l'equip defensor, es concedeix un servei de córner a l'equip rival. Si l'últim jugador en tocar-la pertany a l'equip atacant, es concedeix un servei de porta a l'equip defensor. Si la pilota surt fora del camp per una de les línies de banda, es concedeix un servei de banda a l'equip que no va tocar la pilota per darrer cop.

### Posició tàctica dels jugadors

#### Porter
El porter, és el jugador que té com a objectiu principal evitar que la pilota entri a la seva porteria durant el joc, cosa que es coneix com a gol. El porter és l'únic jugador que pot tocar la pilota amb les seves mans durant el joc actiu, encara que només dins de la seva pròpia àrea. Cada equip ha de presentar un únic porter en la seva alineació. En cas que el jugador hagi d'abandonar el terreny de joc per qualsevol motiu, haurà de ser substituït per un altre futbolista, sia un que es trobi jugant o un substitut. Aquest tipus de jugadors han de portar una vestimenta diferent a la dels seus companys, els seus rivals (inclòs el porter) i el cos arbitral. En general solen dur el número 1 estampat sobre la seva samarreta, encara que poden dur un dorsal diferent.

#### Defensa
El defensa, també conegut com a defensor, és el jugador situat una línia davant del porter i una per darrere dels migcampistes, el principal objectiu és aturar els atacs de l'equip rival. Generalment aquesta línia de jugadors es troba en forma arquejada, quedant alguns defenses ubicats més a prop del porter que els altres. Si és només un jugador el situat més enrere, rep el nom d'alliberat; si són dos o més, reben el nom de zagueigs. Els defensors ubicats en els costats del terreny són anomenats laterals, i a causa del seu lloc (més a prop dels migcampistes) aquests poden avançar més en el terreny si ho desitgen.

#### Centrecampista
El centrecampista, també conegut com a migcampista, és el jugador situat a la zona del centre del terreny, una línia per davant dels defenses i una per darrere dels davanters, amb l'objectiu de coordinar el joc entre les altres línies i assistir a les mateixes en cas de ser necessari. Igual que la línia de defenses, els jugadors ubicats en una línia mitjana reben noms d'acord amb el lloc del terreny on juguin: centre, esquerra o dreta. En alguns casos un o més jugadors, generalment els centres, s'ubiquen més endavant, entre la seva línia i la dels davanters, per col·laborar amb aquests últims. Els jugadors d'aquesta posició particular reben el nom d'armadors, enganxalls, o mitjapunta. A causa de la posició d'aquests últims, la línia mitjana pot obtenir una aparença de rombe (vegeu tercera imatge). Es pot observar com els migcampistes formen un rombe. Aquests s'encarreguen d'ajudar a la defensa i a la davantera del seu equip.

#### Davanter
El davanter, també conegut com a atacant, punter, punta, artiller, killer de l'àrea o ariet. És el jugador situat més endavant que els seus companys, una línia per davant dels migcampistes, el principal objectiu del qual és el de marcar gols. La seva funció se sol limitar a atacar, deixant de banda l'acte de defensar, el que no vol dir que en qualsevol situació de perill, el davanter es converteixi en un centrecampista més per adoptar una estratègia defensiva. Els davanters solen ser els jugadors més coneguts, ja que són els autors dels gols de l'equip. Aquests jugadors també reben el seu nom d'acord amb la posició on juguin: centre, esquerra o dreta. De vegades s'utilitza la paraula extrem per indicar que aquest jugador es troba més allunyat del centre de la pista (a la seva amplada): per exemple, un davanter extrem esquerre.

## Noms del joc

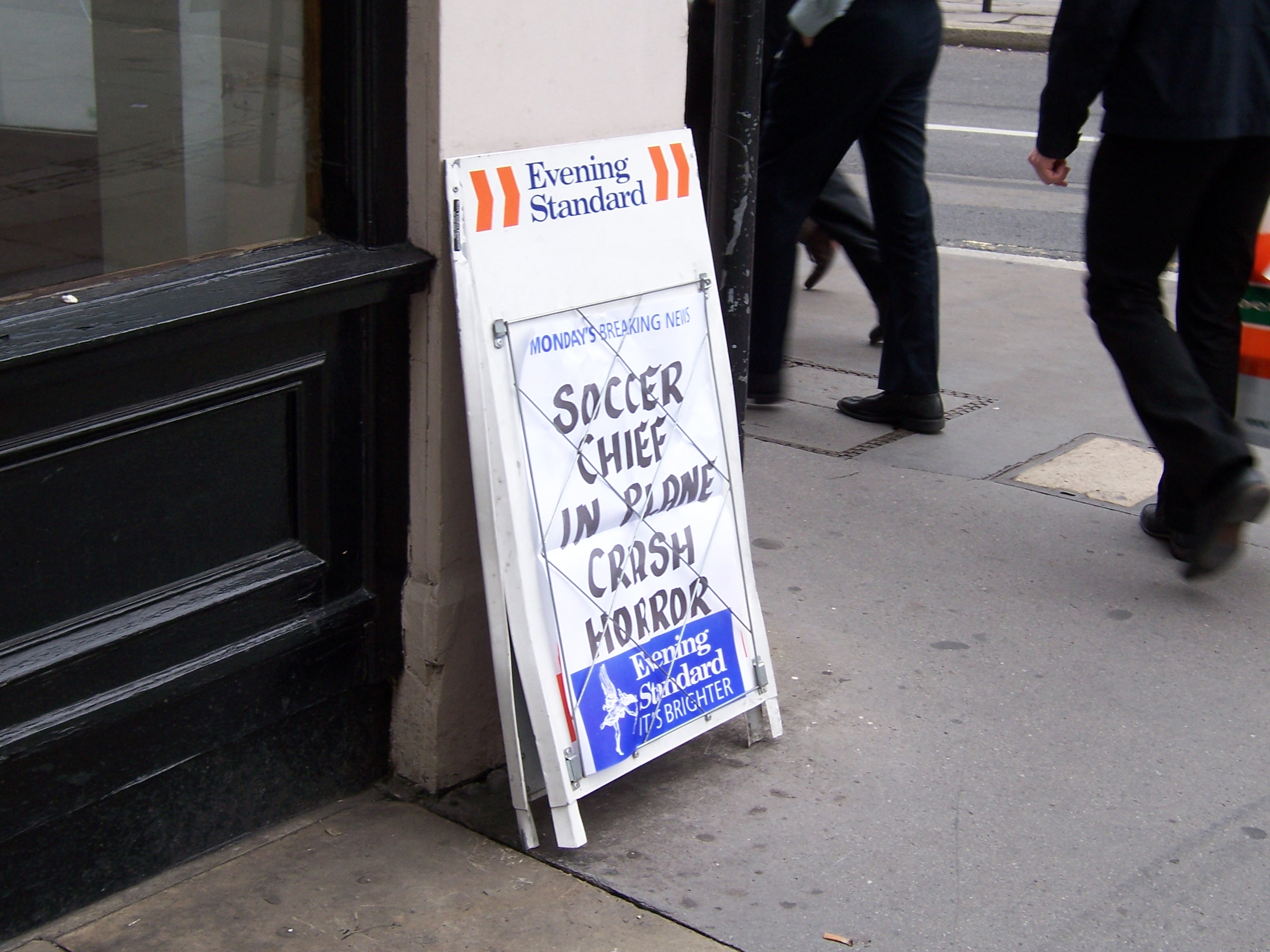
Un anunci londinenc utilitzant la paraula soccer.

Quan es va crear la Football Association el 1863, junt amb la creació de l'esport, es va escollir el nom de futbol associació (association football amb anglès) per aquest nou joc. Es va optar per aquest nom per diferenciar-lo d'altres codis de futbol de l'època, principalment del rugby football, un dels més populars del moment.
El significat de la paraula futbol varia segons el lloc on se'n parli. A gran part dels països catalanoparlants el terme futbol fa referència al futbol associació. En alguns altres països, on el futbol associació no és un dels esports més populars, el terme futbol s'associa amb altres modalitats del futbol. Hi ha països que utilitzen el terme soccer, com per exemple els Estats Units, (derivat de association football en els anys 1880) per referir-se al futbol associació. Als països de parla castellana també s'accepten els mots balompié, utilitzat a algunes zones d'Espanya i en els noms de diferents clubs d'aquest país, i futbol o futbol/futbol soccer a Amèrica Central, igual que a Mèxic.

## Organismes rectors
- Veure futbol arreu del món

Confederacions de la FIFA.
Asian Football Confederation (AFC) a Àsia i Austràlia.
Confederation of African Football (CAF) a l'Àfrica.
Confederation of North, Central American and Caribbean Association Football Confederation (CONCACAF) a Nord-amèrica, Central i al Carib.
South American Football Confederation (CONMEBOL) a Sud-amèrica.
Oceania Football Confederation (OFC) a Oceania (excepte Austràlia).
Union of European Football Associations (UEFA) a Europa.

L'organisme encarregat de dirigir el futbol i altres esports associats com el futbol sala i el futbol platja a nivell internacional és la Fédération Internationale de Football Association, més coneguda pel seu acrònim FIFA, amb seu a Zúric, Suïssa. Aquest ens planteja 5 punts principals per a garantir el bon desenvolupament de l'esport: millorar el futbol des del seu caràcter universal, educatiu i cultural, així com millorar els valors humans que planteja el mateix; organitzar competicions de l'esport; elaborar un reglament per a mantenir l'esperit del joc; controlar les diferents formes del futbol, adoptant mecanismes per a millorar les mateixes; i impedir certes pràctiques que afecten l'essència de l'esport.
Existeixen també sis confederacions regionals associades a la FIFA:
- Àsia: Asian Football Confederation (AFC)
- Àfrica: Confederation of African Football (CAF)
- Nord-amèrica, Amèrica Central i el Carib: Confederation of North, Central American and Caribbean Association Football Confederation (CONCACAF)
- Europa: Union of European Football Associations (UEFA)
- Oceania: Oceania Football Confederation (OFC)
- Amèrica del Sud: South American Football Confederation (CONMEBOL)

Les diferents associacions nacionals estan afiliades tant a la FIFA directament, com a la seva respectiva confederació continental.
A Espanya els organismes encarregats de dirigir el futbol són:
- Reial Federació Espanyola de Futbol (RFEF). Òrgan rector a nivell espanyol.
- Federació Catalana de Futbol (FCF). Òrgan rector a nivell català.
- Federació Valenciana de Futbol (FFCV). Òrgan rector a nivell valencià.
- Federació de Futbol de les Illes Balears (FFIB). Òrgan rector a nivell balear.
- Liga de Fútbol Profesional (LFP). És l'associació dels clubs i regeix tot el futbol professional.
- Asociación de Futbolistas Españoles (AFE). Associació encarregada de vetllar pels interessos dels futbolistes.

L'encarregat del manteniment de les regles del joc no és la FIFA en si mateixa, sinó la International Football Association Board (IFAB).

## Desenvolupament mundial

### Futbol femení

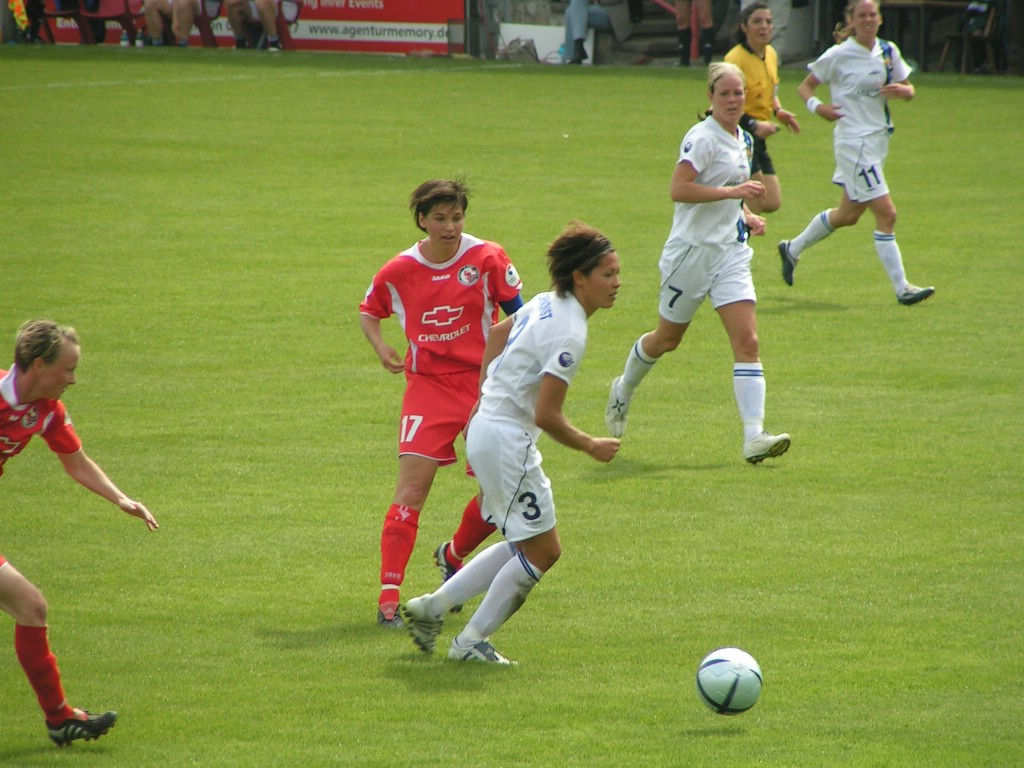
Partit de futbol femení.

El futbol femení ha tingut un creixement lent en el futbol modern, principalment pels obstacles socials i culturals que no permeten l'ingrés ple de la dona a l'esport. La primera trobada femenina sota les Regles del Futbol del qual es tenen registres va succeir el 1892 a Glasgow, Escòcia. El 1921 el futbol femení va ser prohibit a Anglaterra, fet que no li va permetre expandir a la resta del món. El 1969 el futbol femení es va tornar a organitzar a Anglaterra, motiu pel qual començà a expandir-se fora del seu territori. La primera trobada internacional de seleccions de futbol femení va ocórrer el 1972, casualment 100 anys després de la primera trobada masculina, on Anglaterra va vèncer a Escòcia per 3 a 2. Els primers tornejos mundials van començar a disputar en els anys 1990: la Copa Mundial Femenina de Futbol a partir del 1991 i com esport dels Jocs Olímpics des de 1996.

### Economia

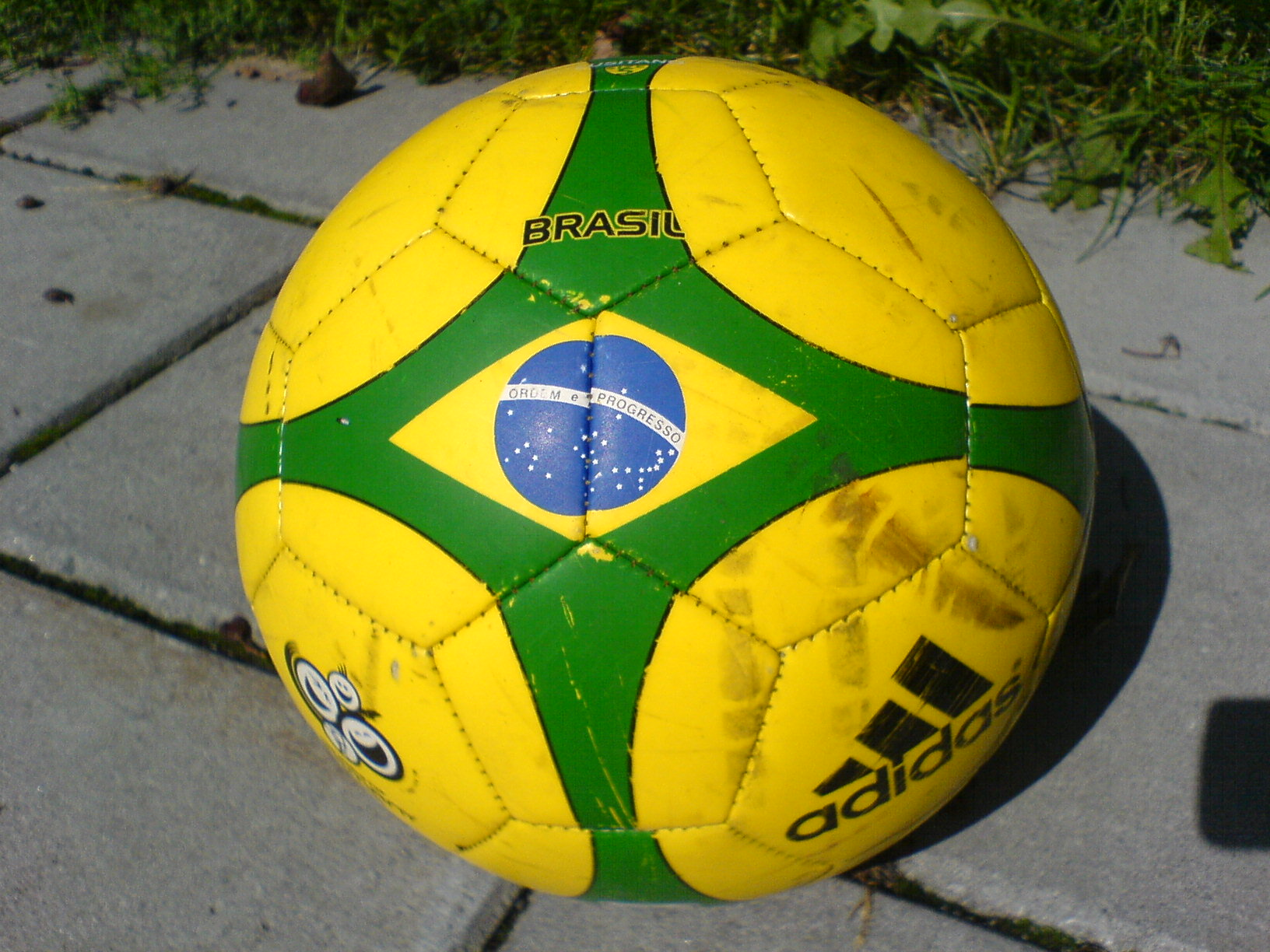
Objectes personalitzats com aquesta pilota del Brasil són clars exemples de merchandising

Segons estimacions de la FIFA, durant el període 2003-2006 aquest organisme va tenir ingressos per 3.238 milions de francs suïssos (CHF) i despeses per 2.422 milions de CHF, la qual cosa dona un superàvit de 816 milions de CHF. El 92% (2.986 milions de CHF) dels ingressos estan relacionats amb les competicions internacionals, particularment la retransmissió per televisió de la Copa del Món de Futbol de 2006, que comprèn 1.660 milions de CHF d'aquest valor. La resta dels ingressos es divideixen en parts iguals entre ingressos financers i altres ingressos d'explotació. Del total dels ingressos, 714 milions de CHF s'aconsegueixen per concepte de drets de marxandatge. Molts d'aquests ingressos es donen en punts de venda en els voltants dels estadis de la Copa Mundial de Futbol. Pel que fa a les despeses, el 69% (1.682 milions de CHF) dels mateixos estan dedicats a l'organització de campionats i al desenvolupament de l'esport: un 46% de les despeses totals (1.125 milions de CHF) i un 23% (557 milions de CHF) respectivament. El 26% (622 milions de CHF) es va dedicar a despeses operatives, com ho són el transport, lloguers, despeses jurídiques, comunicacions, entre d'altres. L'altre 5% (118 milions de CHF) corre per efectes del canvi de divises i interessos.
Els pressupostos dels clubs de futbol es poden trobar en diferents valors depenent de la zona del món on es trobin. Els majors pressupostos es poden trobar a Europa, particularment en les principals lligues d'Alemanya, Espanya, Itàlia i Anglaterra. En gran part de Sud-amèrica els majors ingressos es deuen a la transferència de jugadors a les lligues europees, els fons aportats per les transmissions de la televisió i la publicitat en les samarretes. Per la banda dels europeus, els drets televisius, la publicitat, la venda d'entrades i el marxandatge cobreixen gran part del pressupost.
El futbol també compleix un rol solidari. Una de les principals aportacions de la FIFA al desenvolupament de l'esport en àrees on es fa difícil per manca de materials i tècniques de desenvolupament és el Programa Goal. D'altra banda, la FIFA treballa amb UNICEF des de 1999, oferint material de treball relacionat amb el futbol perquè aquest sigui repartit per aquesta organització de les Nacions Unides. Regularment es realitzen a tot el món partits amistosos amb propòsits benèfics, els promotors solen ser estrelles del futbol mundial.
S'entén per fitxatge o traspàs, a la transferència d'un futbolista d'un club a un altre a canvi d'una suma econòmica que paga el club que rep el jugador al qual fa el lliurament. Alguns d'aquests fitxatges poden assolir preus molt alts. A continuació es destaquen els deu fitxatges més cars de la història del futbol:
- En negreta jugadors actius en el seu club de destí.

| #  | Any  | Jugador           | Club d'origen        | Club de destí        | Valor en milions (€) |
| -- | ---- | ----------------- | -------------------- | -------------------- | -------------------- |
| 1  | 2017 | Neymar            | FC Barcelona         | Paris Saint-Germain  | 222                  |
| 2  | 2018 | Kylian Mbappé     | AS Monaco FC         | Paris Saint-Germain  | 145 (+35)            |
| 3  | 2019 | João Félix        | SL Benfica           | Atlètic de Madrid    | 126                  |
| 4  | 2018 | Philippe Coutinho | Liverpool            | FC Barcelona         | 120 (+40)            |
| 5  | 2019 | Antoine Griezmann | Atlètic de Madrid    | FC Barcelona         | 120                  |
| 6  | 2017 | Ousmane Dembélé   | Borussia Dortmund    | FC Barcelona         | 105 (+45)            |
| 7  | 2016 | Paul Pogba        | Juventus FC          | Manchester United FC | 105                  |
| 8  | 2013 | Gareth Bale       | Tottenham Hotspur FC | Reial Madrid         | 100,8                |
| 8  | 2019 | Eden Hazard       | Chelsea FC           | Reial Madrid         | 100 (+40)            |
| 10 | 2018 | Cristiano Ronaldo | Reial Madrid         | Juventus FC          | 100                  |

## Competicions internacionals

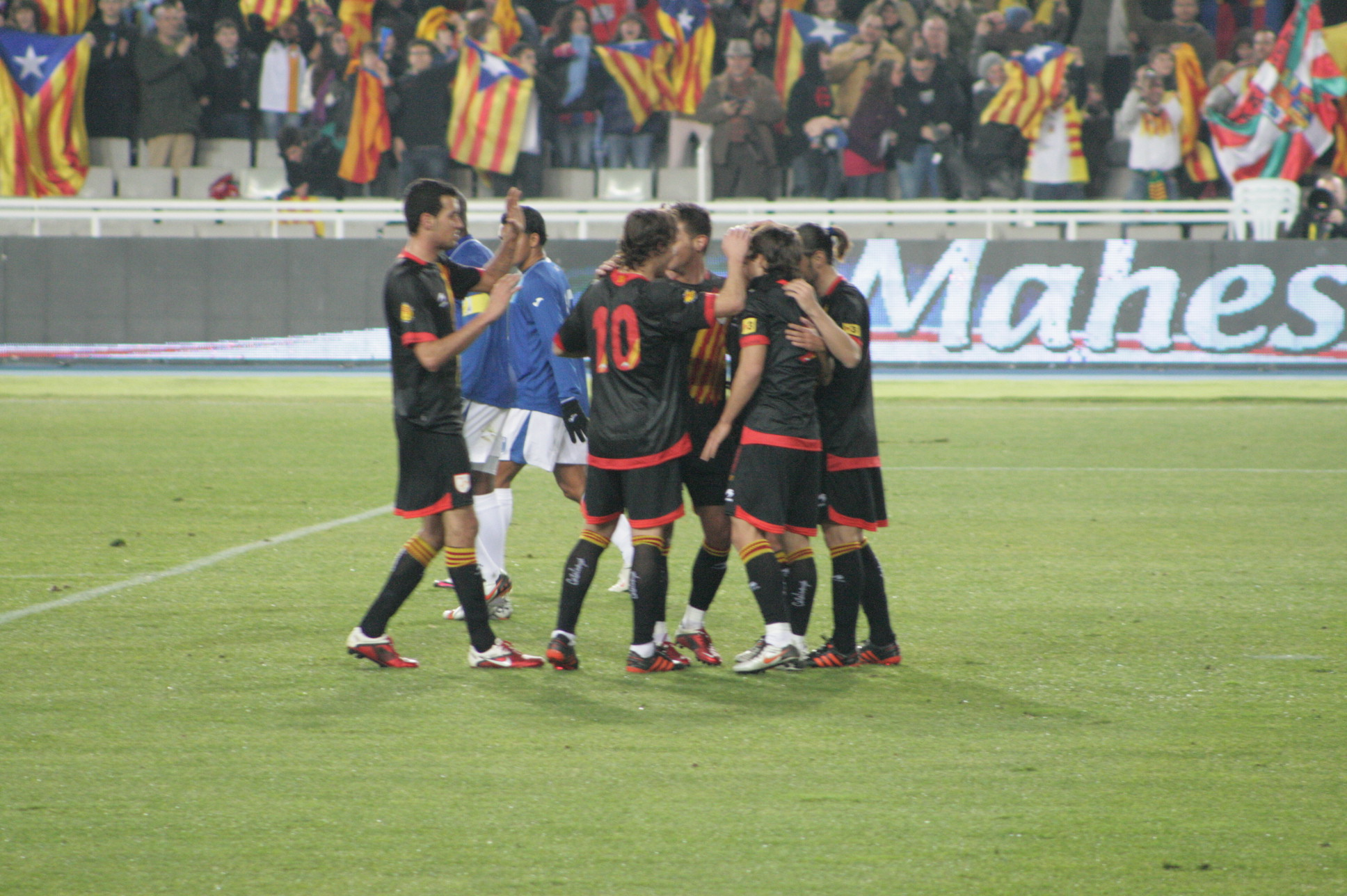
La selecció catalana celebrant un gol en un partit internacional amistós.

La principal competició internacional del futbol és la Copa del Món de la FIFA. Aquesta competició té lloc cada quatre anys. Hi competeixen més de 190 seleccions nacionals a les qualificacions. A les fases finals hi participen 32 seleccions nacionals i dura unes quatre setmanes. La Copa del Món de Futbol de 2014 va tenir lloc a Brasil el 2014, el 2018 se celebrà a Rússia.
Hi ha hagut un torneig de futbol a cada olimpíada des del 1900, excepte els Jocs Olímpics del 1932 a Los Angeles. Abans de l'inici de la Copa del Món, els Jocs Olímpics (especialment durant els anys 20) tenien el mateix prestigi que la Copa del Món. Originalment, la prova era només per a jugadors amateurs, tanmateix, des dels Jocs Olímpics d'Estiu de 1984 hi poden participar jugadors professionals, encara que amb certes restriccions per evitar que alguns països només duguin els millors jugadors. Actualment, el torneig dels Jocs Olímpics es juga al nivell Sub-21. En Jocs Olímpics abans del 1984 s'hi permitien un nombre restringit de jugadors més grans de 21 anys per equip; però des dels Jocs del 2008 no es permet.
Després de la Copa del Món, les competicions més importants són els campionats continentals, que s'organitzen per cada confederació continental i es juguen entre equips nacionals. Aquestes són la UEFA (European Football Championship), la CONMEBOL (Copa Amèrica), la CAF (Copa d'Àfrica de Nacions), la AFC (Copa d'Àsia), la CONCACAF (Copa d'Or de la CONCACAF) i la OFC (Copa OFC de les Nacions). Les competicions més prestigioses en el futbol de clubs són els campionats continentals respectius, que normalment es juguen entre campions nacionals, per exemple la Lliga de Campions de la UEFA a Europa o la Copa Libertadores a Sud-amèrica. Els guanyadors de cada competició continental participen en el Campionat del Món de Clubs.
Al marge de la FIFA, hi ha una organització internacional, la ConIFA (Confederació d'Associacions de Futbol Independents), que des de 2003 es compon dels equips que representen a les nacions, les dependències, els estats no reconeguts, les minories, els pobles sense estat, les regions i les micronacions no afiliades a la FIFA, i que cada dos anys organitza la Copa del Món ConIFA.

## Modalitats

### Principals

#### Futbol sala
El futbol sala o futsal es juga entre dos equips de 5 jugadors cada un, sent un d'ells el porter. Es juguen dos temps de 20 minuts cada un. Cada partit es juga sobre una superfície de material sòlid d'uns 40 per 20 metres. La resta de normes són pràcticament iguals a les del futbol tradicional, amb algunes diferències, com la falta del fora de joc i l'ús dels peus per efectuar els serveis de banda.
- Futbol 11
- Futbol sala
- Futbol 7
- Futbol platja
- Futbol indoor

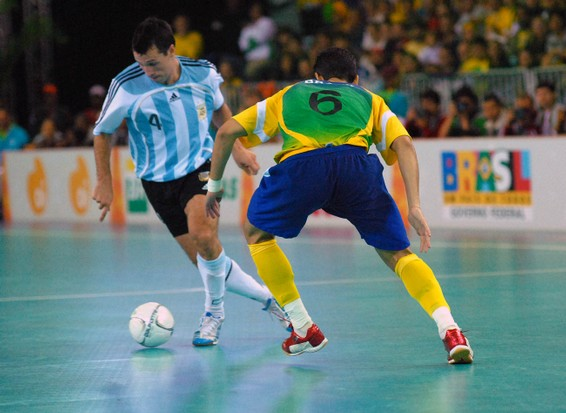
Imatge d'un partit de futbol sala

El showball o showbol (variant del futbol), és molt semblant al futbol sala, però en un espai més petit. Va ser creat el 2007 i, encara que no és molt conegut en el món, a Sud-amèrica ha creat molta atracció. La idea va ser pensada pels exjugadors Diego Armando Maradona (argentí) i Iván Zamorano (xilè). Principalment és una espècie de "Show" a base del futbol; on els jugadors són famosos exfutbolistes. Hi ha diverses seleccions de Showbol, es destaquen l'argentina, la xilena, la peruana, la uruguaiana, la brasilera i la mexicana.

## Competicions oficials de països i estats

### Competicions mundials
- Copa del Món de Futbol (Mundial)
- Copa del Món de Futbol femenina (Mundial femení)
- Copa Confederacions

### Competicions europees
- Eurocopa de Futbol (Campionat d'Europa de Futbol)
- Campionat Britànic de futbol
- Campionat Escandinau de futbol (Campionat Nòrdic)
- Copa Balcànica de Nacions
- Copa Bàltica de futbol
- Copa Dr. Gerö

### Competicions americanes
- Copa Amèrica de futbol
- Campionat de la CONCACAF (CCCF, NAFC, CONCACAF i Copa d'Or)

### Competicions africanes, asiàtiques i oceàniques
- Copa d'Àfrica de Futbol
- Copa d'Àsia de Futbol
- Copa del Golf de futbol
- Campionat Àrab de Clubs de futbol
- Copa d'Oceania de Futbol

## Competicions de clubs internacionals

### Competicions entre continents
- Petita Copa del Món
- Copa Intercontinental de futbol Ja no existeix, ara és el Campionat del Món de Clubs
- Campionat del Món de Clubs (Toyota cup)
- Copa Interamericana
- Copa afro-asiàtica de futbol

### Competicions europees
- Copa d'Europa (Lliga de Campions de la UEFA)
- Recopa d'Europa
- Copa de la UEFA (inclou Copa de les Ciutats en Fires)
- Supercopa d'Europa
- Copa Intertoto de la UEFA
- Campionat dels Pirineus
- Copa Mitropa
- Copa Llatina
- Copa Balcànica de clubs
- Copa Anglo-Italiana
- Copa dels Alps
- Copa de la Comunitat d'Estats Independents

### Competicions americanes
- Copa Libertadores de América (des de 1960)
- Copa Sud-americana (des de 2002)
- Recopa Sud-americana (des de 1989)
- Copa Mercosur (1998-2001, desapareguda)
- Copa Merconorte (1998-2001, desapareguda)
- Copa CONMEBOL (1992-1999, desapareguda)
- Supercopa Sud-americana (1988-1997, desapareguda)
- Copa de Campions de la CONCACAF
- Recopa de la CONCACAF
- Copa Gegants de la CONCACAF

### Competicions africanes
- Lliga de Campions de la CAF
- Copa Confederació africana de futbol
- Recopa africana de futbol
- Copa de la CAF de futbol
- Supercopa africana de futbol

### Competicions asiàtiques i oceàniques
- Lliga de Campions de l'AFC
- Recopa asiàtica de futbol
- Copa de l'AFC de futbol
- Supercopa asiàtica de futbol
- Copa de Campions del Golf
- Copa de Campions d'Oceania

## Tornejos amistosos
- Torneig Joan Gamper
- Torneig Ciutat de Barcelona
- Torneig Nostra Catalunya
- Torneig d'Històrics
- Torneig Costa Brava
- Copa Barcelona
- Torneig Ciutat de Terrassa
- Trofeu Moscardó

## Clubs de futbol
- Vegeu llista de clubs de futbol

## Futbolistes guanyadors de la pilota d'or
- Vegeu Pilota d'or.